# Miguel Costa (ator)
Miguel Costa (Lisboa, 13 de março de 1977) é um ator e apresentador de televisão português.

## Biografia
Miguel Costa nasceu em Lisboa, no dia 13 de março de 1977. 
Estreou-se como ator na SIC, canal de televisão para o qual ainda hoje trabalha, na novela Ganância, protagonizada por Catarina Furtado, em 2001. Em mais de 20 anos de carreira já interpretou diversas produções de ficção, para a SIC e RTP como Floribella, Chiquititas, Perfeito Coração, Liberdade 21, Conta-me como Foi, Dancin' Days, Os Nossos Dias, Amor Maior, Alma e Coração ou Nazaré.
No teatro, o ator já conta com um percurso extenso ao já ter participado em mais de 20 peças, como O Aldrabão, Os Nosso Dias ou Uma Mulher Sem Importância. Já no cinema, participou em curtas-metragens como Linhas de Sangue ou Inoportuno.
Em 2013, estreou-se como apresentador de televisão, iniciando a sua carreira na área da comunicação, com o programa Formigueiro, na SIC, e em 2016, apresentou para o Sporting TV, o programa Futebol de Perdição. Em 2017, Miguel assumiu ser um "viciado em Desporto" desde sempre, e no mesmo ano, lançou o seu projeto digital O Mini Atleta, estando disponibilizado no Facebook e YouTube.
Em 2021, assume as reportagens de exteriores de Alô Portugal e Casa Feliz. Desde então tem sido um dos apresentadores mais requisitados da SIC, apresentando programas como Olhá SIC, Estamos em Casa, Campeões do Futuro ou Feriadão, bem como a cobertura de várias emissões especiais do canal.
Em 2024, recebeu o prémio de Melhor Ator nos New York Movie Awards, pela sua participação no filme Passeio Noturno, de Rita Féria.

## Vida pessoal
Do relacionamento com a sua mulher Joana Rosa, tem duas filhas, Luísa (nascida em 2013) e Teresa (nascida em 2016).

## Filmografia
As produções que Miguel que já atuou são:

### Televisão
| Ano             | Projeto                                  | Papel            | Notas                                                                                  | Canal      |
| --------------- | ---------------------------------------- | ---------------- | -------------------------------------------------------------------------------------- | ---------- |
| 2001            | Ganância                                 |                  | Elenco Adiconal                                                                        | SIC        |
| 2001            | Uma Aventura                             | Inspetor da PJ   | Elenco Adiconal                                                                        | SIC        |
| 2002            | Fúria de Viver                           | André            | Elenco Adiconal                                                                        | SIC        |
| 2007            | Floribella                               | Teko             | Elenco Adiconal                                                                        | SIC        |
| 2008            | Chiquititas                              | Paulo            | Participação Especial                                                                  | SIC        |
| 2009 - 2010     | Perfeito Coração                         | Constantino Ruas | Elenco Principal                                                                       | SIC        |
| 2009 - 2011     | Liberdade 21                             | Bruno Saraiva    | Elenco Principal                                                                       | RTP1       |
| 2010            | Conta-me como Foi                        | João             | Elenco Principal                                                                       | RTP1       |
| 2011            | 5 para a Meia-Noite                      | Vários papéis    | Ator Convidado                                                                         | RTP1       |
| 2011            | Velhos Amigos                            | Hugo Marcelo     | Elenco Adicional                                                                       | RTP1       |
| 2011 - 2013     | Maternidade                              | Raul Valadares   | Elenco Principal                                                                       | RTP1       |
| 2011            | Muito Giro                               | Cicerone         | Participação Especial                                                                  | Rede Globo |
| 2011 - 2012     | A Família Mata                           | José Mata        | Elenco Principal                                                                       | SIC        |
| 2012 - 2013     | Dancin' Days                             | Ivo Simões       | Elenco Principal                                                                       | SIC        |
| 2013            | Vale Tudo                                | Ele Próprio      | Elenco Fixo                                                                            | SIC        |
| 2013            | Formigueiro                              | Ele Próprio      | Apresentador                                                                           | SIC        |
| 2014 - 2016     | Os Nossos Dias                           | Sidónio Carneiro | Elenco Principal                                                                       | RTP1       |
| 2016            | Donos Disto Tudo                         | Vários Papéis    | Ator Convidado                                                                         | RTP1       |
| 2015 - 2016     | Poderosas                                | Vítor            | Elenco Adicional                                                                       | SIC        |
| 2016 - 2017     | Amor Maior                               | Alberto Cruz     | Elenco Principal                                                                       | SIC        |
| 2017            | A Criação                                | Porteiro         | Elenco Adicional                                                                       | RTP1       |
| 2017            | Sim, Chef!                               | Polícia          | Elenco Adicional                                                                       | RTP1       |
| 2018            | Mister Brau                              |                  | Participação Especial                                                                  | Rede Globo |
| 2018 - 2019     | Alma e Coração                           | Rui Neves        | Elenco Principal                                                                       | SIC        |
| 2020 - 2021     | Nazaré                                   | Adolfo Frisado   | Elenco Principal                                                                       | SIC        |
| 2021 - presente | Alô Portugal                             | Ele Próprio      | Repórter                                                                               | SIC        |
| 2021            | Estamos em Casa                          | Ele Próprio      | Apresentador                                                                           | SIC        |
| 2021 - 2023     | Olhá SIC                                 | Ele Próprio      | Apresentador                                                                           | SIC        |
| 2021            | Alô Marco Paulo                          | Ele Próprio      | Repórter de exteriores                                                                 | SIC        |
| 2022 - 2023     | Festival da Comida Continente            | Ele Próprio      | Apresentador                                                                           | SIC        |
| 2022            | Lua de Mel                               | Rui Neves        | Ator convidado de Alma e Coração                                                       | SIC        |
| 2022            | Campeões do Futuro                       | Ele Próprio      | Apresentador, ao lado de Diogo da Silva                                                | SIC        |
| 2023            | Vale Tudo (4.ª temporada)                | Ele Próprio      | Elenco Fixo                                                                            | SIC        |
| 2023            | Vale Tudo (4.ª temporada)                | Ele Próprio      | Capitão de equipa                                                                      | SIC        |
| 2024            | Feriadão                                 | Ele Próprio      | Apresentador                                                                           | SIC        |
| 2024            | Alô Portugal                             | Ele Próprio      | Apresentador, ao lado de Cláudia Borges, nas ausências de Ana Marques e José Figueiras | SIC        |
| 2024            | Hell's Kitchen - Famosos (2.ª temporada) | Ele Próprio      | Concorrente                                                                            | SIC        |

### Especiais / Outros
| Ano         | Projeto                                   | Notas                                                                         | Canal           |
| ----------- | ----------------------------------------- | ----------------------------------------------------------------------------- | --------------- |
| 2021        | Casa Feliz - Especial Dia de Portugal     | Repórter                                                                      | SIC             |
| 2021 / 2022 | Gala dos Sonhos                           | Repórter                                                                      | SIC             |
| 2022        | Casa Feliz                                | Repórter, a partir dos bastidores de Sangue Oculto                            | SIC             |
| 2022        | Júlia                                     | Repórter, a partir dos bastidores de Sangue Oculto                            | SIC             |
| 2022        | Caixa Mágica                              | Repórter, a partir dos bastidores de Sangue Oculto                            | SIC             |
| 2022        | Globos de Ouro de 2022                    | Repórter                                                                      | SIC / SIC Caras |
| 2022        | Olhá SIC Com a Seleção                    | Apresentador                                                                  | SIC             |
| 2023        | Feliz Natal                               | Apresentador, ao lado de Débora Monteiro, Melânia Gomes e Micaela             | SIC             |
| 2024        | Olhá SIC…na Taça                          | Apresentador, ao lado de Fátima Lopes, Iva Lamarão e João Paulo Sousa         | SIC             |
| 2024        | Especial Rock in Rio: A Energia da Música | Apresentador                                                                  | SIC             |
| 2024        | Casa Feliz de Portugal                    | Repórter, a partir dos bastidores d’A Promessa                                | SIC             |
| 2025        | Alô Portugal                              | Apresentador de emissão especial, em direto de Leiria, ao lado de Ana Marques | SIC             |
| 2025        | A Máscara (5.ª temporada)                 | Participação especial, como Kik                                               | SIC             |
| 2025        | Domingão Especial Arraial de Verão        | Repórter, a partir de Pontault-Combault, França                               | SIC             |
| 2025        | Domingão Especial Bailes de Verão         | Repórter, a partir da loja LIDL Belenenses                                    | SIC             |
| 2025        | Casa Feliz - Meu Querido Mês de Agosto    | Apresentador de emissão especial, com Diana Chaves, em direto de Peniche      | SIC             |
| 2025        | Estamos de Férias                         | Apresentador, com Andreia Rodrigues                                           | SIC             |

### Cinema
| Ano  | Filme                        | Papel              |
| ---- | ---------------------------- | ------------------ |
| 2000 | Moonfish                     | Rafael             |
| 2004 | O Labirinto                  |                    |
| 2006 | 20.13: Porgatory             | Lito               |
| 2008 | Inoportuno                   |                    |
| 2010 | Respiro                      |                    |
| 2011 | Linhas de Sangue             | Enfermeiro Castro  |
| 2012 | A Moral Conjugal             |                    |
| 2013 | Nzinga, Queen of Angola      | Padre Capuchinho 2 |
| 2013 | Herculano                    |                    |
| 2018 | Linhas de Sangue             | Enfermeiro Castro  |
| 2020 | Passeio Noturno              | Fernando           |
| 2021 | O Som Que Desce na Terra     | Capitão            |
| 2022 | Salgueiro Maia - O Implicado | Jornalista Cunha   |

## Teatro
| Ano  | Título                                                | Autoria                                        | Encenação                              |
| ---- | ----------------------------------------------------- | ---------------------------------------------- | -------------------------------------- |
| 2001 | Lata                                                  | Pedro Ribeiro                                  | Pedro Ribeiro                          |
| 2001 | Comandos                                              | Alfonso Sastre                                 | João Barros                            |
| 2001 | Ópera: Barbeiro de Sevilha                            | Rossini                                        | Tito Celestino da Costa                |
| 2002 | Ópera: Cármen                                         | Bizet                                          | Teatro Nacional São Carlos             |
| 2002 | Festa na Floresta                                     | Cláudio Figueira                               | Carlos Arthur Thiré e Cláudio Figueira |
| 2002 | Lata                                                  | Pedro Ribeiro                                  | Pedro Ribeiro                          |
| 2003 | Loja dos Brinquedos                                   | Cláudio Figueira                               | Carlos Arthur Thiré e Cláudio Figueira |
| 2003 | Sítio do Picapau Amarrelo – No Reino das Aguas Claras |                                                | Carlos Arthur Thiré e Cláudio Figueira |
| 2004 | Dez dedinhos nas mãos, nove dedinhos nos pés          |                                                | Alfredo Brissos                        |
| 2004 | Com Saída                                             | Miguel Costa                                   | Miguel Costa                           |
| 2004 | Quinta da Lua Cheia                                   | Ana Rangel                                     | Carlos Arthur Thiré e Cláudio Figueira |
| 2005 | O Homem sem sombra                                    | Hans Christien Anderson                        | João Mota                              |
| 2005 | Roberto Zucco                                         | Bernard Marie Koltés                           | João Mota                              |
| 2005 | Leitura dramatizada: O contador de Histórias          | António Torrado                                | Comuna – Teatro de Pesquisa            |
| 2008 | Planeta Azul – S.O.S Oceanos                          |                                                | Carlos Arthur Thiré e Cláudio Figueira |
| 2008 | Morreste-me                                           | José Luís Peixoto                              |                                        |
| 2008 | Amigos para Sempre                                    |                                                | Teatro Tivoli                          |
| 2008 | À procura do F.I.M                                    | Produções Fictícias                            | Plano 6                                |
| 2008 | Os sete pecados mortais                               | Berthold Brecht                                | Goethe Institute                       |
| 2008 | A Fronteira                                           |                                                | Luís Castro                            |
| 2008 | A Torre de La Défense                                 |                                                | Luís Castro                            |
| 2009 | No banco da Escola                                    | Sociedade Portuguesa de Matemática e banco BES |                                        |
| 2013 | Experimentalismo Social                               | Miguel Loureiro                                | Miguel Loureiro                        |
| 2014 | O Aldrabão                                            | Plauto                                         | João Mota                              |
| 2014 | Os Nossos Dias                                        | Alexandre Haichemeister                        |                                        |
| 2015 | Uma Mulher Sem Importância                            | Oscar Wilde                                    | Truta                                  |

## Projetos digitais
Em 2017, Miguel Costa criou o canal de Youtube O Mini Atleta. Nestes vídeos, Miguel Costa faz uma análise das novidades no mundo do desporto, mais especificamente de material técnico. Miguel Costa é um atleta amador viciado em desporto que sentiu que faltava algo no mercado que ajudasse atletas como ele a escolher o melhor produto para a modalidade que praticam.[carece de fontes?]

## Publicidade
Os projetos de publicidade que Miguel criou são:[carece de fontes?]
| Instituição                  |
| ---------------------------- |
| Superbock XL                 |
| Super Bock Express – Vox Pop |
| Super Bock – Bares Perfeitos |
| Super Bock Super Rock        |
| Super Bock (Estoril Open)    |